# Astolfo Petrazzi

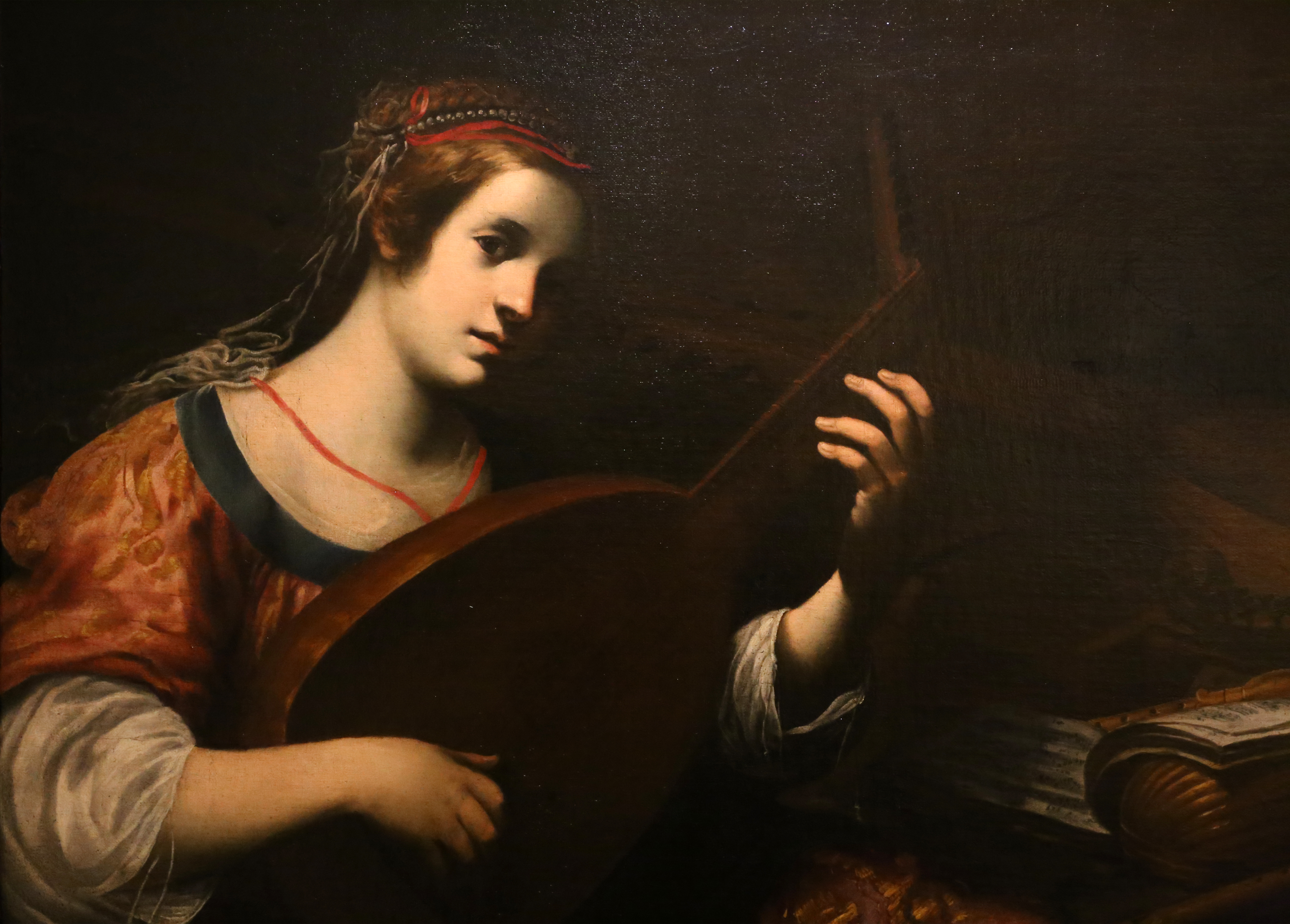
Luitspeelster, Pinacoteca Nazionale di Siena

Astolfo Petrazzi (Siena, 1580 – aldaar, 1663) was een Italiaanse kunstschilder en tekenaar die voornamelijk actief was in Siena, maar ook in Rome en Spoleto. Hij schilderde in de barok-stijl.
Astolfo Petrazzi was een leerling van Raffaello Vanni, en werkte samen met Ventura Salimbeni en Pietro Sorri. Na zijn terugkeer uit Rome in 1631 werd hij sterk beïnvloed door leden van de familie Carracci en hun Bolognese School.
In 1971 werden een aantal anonieme tekeningen door Philip Pouncey toegewezen aan deze meester op basis van de vergelijking met een tekening in de Albertina in Wenen, De marteldood van een heilige, gesigneerd door Astolfo Petrucci Sanese. Er worden ook tekeningen van hem bewaard in onder meer het Louvre, het British Museum, Christ Church in Oxford en in het Metropolitan Museum of Art in New York.

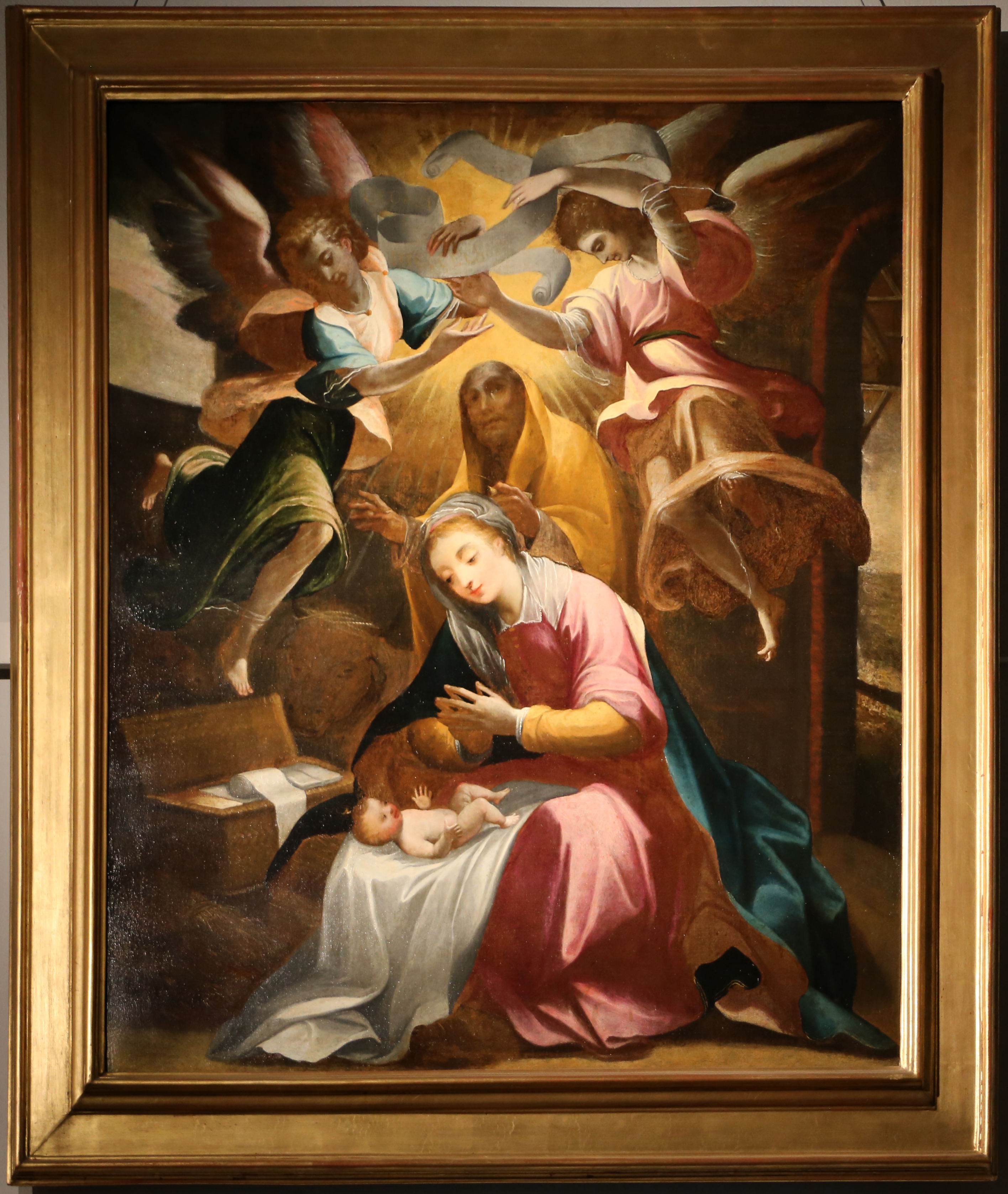
Nativiteit met engelen, Musée Fesch, Ajaccio

## Werken
Hierbij een lijst met een aantal aan deze kunstenaar toegeschreven werken:
- Martirio di San Crispino (1608, San Crispino, Siena)
- Ascensione (Museo dell’Opera del Duomo bij de Kathedraal van Siena)
- Comunione di San Girolamo, (1631 Sant’Agostino, Siena)
- Conversione di San Paolo (Chiesa della Carceri di Sant’Ansano, Siena)
- Cristiano vescovo di Magonza concede a Siena alcune franchigie per conto del Barbarossa (1627, Palazzo Pubblico, Siena)
- Eterno Padre, Giovanni, Ipolito e Bernardino (Basilica di San Francesco, Siena)
- Immacolata Concezione (Chiesa e Convento di Sant’Agostino, Pietrasanta)
- La Madonna e la peste di Siena (Basilica di Santa Maria dei Servi, Siena)
- La Pietà e i Santi Giovanni Evangelista, Bernardino e Tommaso (Santa Maria della Scala,  Siena). Werd oorspronkelijk geschilderd voor de San Desiderio in Siena.
- Madonna con San Giovanni Battista (1644, Collegiata dei Santi Simone e Giuda, Radicondoli)
- Madonna del Rosario con il Beato Franco da Grotti e i Santi Domenico, Giovanni Battista, Orsola, Caterina da Siena, Lucia, Museo di arte sacra della Val d’Arbia, Buonconvento[1]
- Martirio di San Bartolomeo (1644, Chiesa di San Bartolomeo ad Ancaiano, Sovicille)
- Martirio di San Crescenzio (1639, Palazzo Pubblico, Siena)
- Martirio di San Sebastiano (fresco, San Sebastiano in Valle Piatta, Siena)
- Miracolo di San Cerbone (Museo delle Biccherne, l’Archivio di Stato di Siena)
- Ritorno del Figliol prodigo (Palazzo Chigi-Piccolomini alla Postierla, Siena)
- San Giacomo che ridona la vista ad un cieco (Questura, Siena)
- San Giuseppe in gloria (1639, Palazzo Pubblico, Siena)
- San Sebastiano (Sala Scarlatti, Palazzo Chigi-Saracini, Siena)
- Santa Caterina che dà la veste al povero (Chiesa della Compagnia di Santa Caterina della Misericordia, Serre di Rapolano)
- Santa Caterina che riceve il cuore del Redentore (Chiesa della Compagnia di Santa Caterina della Misericordia, Rapolano Serre, Rapolano Terme)
- Santi Biagio, Domenico, Caterina da Siena e Sebastiano in adorazione della Madonna col Bambino (Chiesa di San Fortunato a Murlo in het Castello van Murlo, Murlo)[2]
- Suonatrice di liuto (Pinacoteca Nazionale di Siena)
- Transito di San Giobbe (Oratorio di San Rocco, Siena, 1648)
- Ultima Cena (Oratorio di Sant’Antonio abate della compagnia del Santissimo Sacramento, Montisi)

- Gemeinsame Normdatei: 129676713
- International Standard Name Identifier: 0000 0000 6684 5808
- KulturNav: c2f204e2-3b2b-4a97-98d6-70977108f974
- Library of Congress Control Number: nr91028775
- RKD-Nederlands Instituut voor Kunstgeschiedenis: 63002
- Union List of Artist Names: 500009854
- Virtual International Authority File: 77400353
- WorldCat: E39PBJvHcr3wBkh77R7rqKh8md